# Le Tonnerre de Jupiter
Le Tonnerre de Jupiter er en fransk stumfilm fra 1903 af Georges Méliès.